# شهرستان لامار (جورجیا)
شهرستان لمار، جورجیا (به انگلیسی: Lamar County, Georgia) یک سکونتگاه مسکونی در ایالات متحده آمریکا است که در جورجیا واقع شده‌است.